# Університет Земмельвайса
Університет Земмельвейса (угор. Semmelweis Egyetem) — найстаріший медичний університет Угорщини.

## Історія
Заснований в 1769 році як медичний факультет Трнавського університету (пізніше — Будапештського університету).
У 1951 році на базі медичного факультету Будапештського університету був організований Будапештський медичний університет.
У 1969 році університету було присвоєно ім'я відомого угорського лікаря і професора університету Ігнаца Земмельвайса (1818—1865). ВНЗ став називатися Медичним університетом Земмельвайса.
У січні 2000 року відбулося злиття Медичного університету Земмельвайса з Університетом наук про здоров'я Імре Хайнан і Університетом фізичного виховання. Об'єднаний університет отримав назву Університет Земмельвайса.

## Факультети
- Загальної медицини
- Фармакології
- Стоматології

- Фізичного виховання і спорту
- Державної служби охорони здоров'я

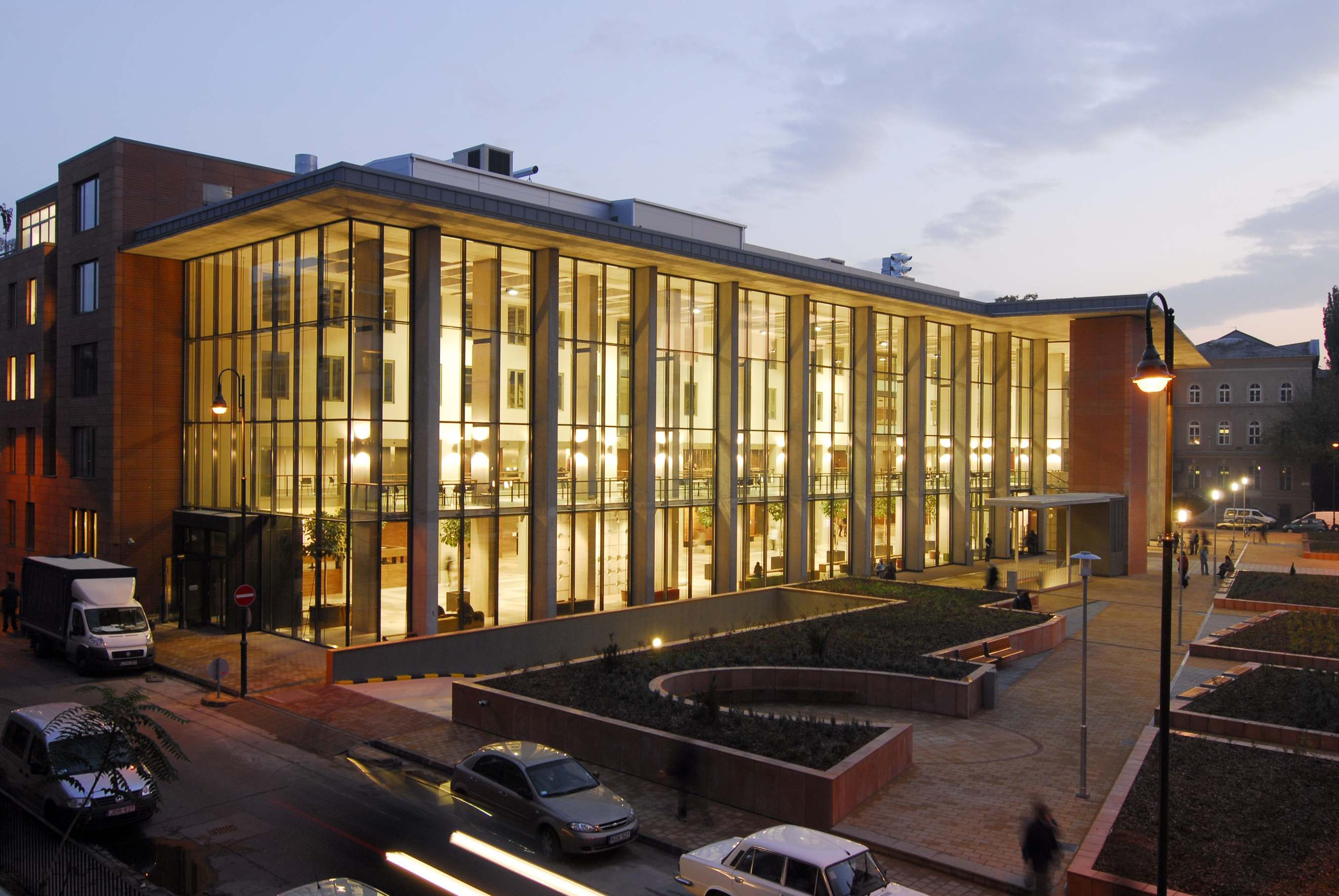
Університет Земмельвайса

Викладання ведеться на трьох мовах — угорською, німецькою (з 1983 року) та англійською (з 1989 року).

## Відомі випускники
- Джон Харсані — американський економіст угорського походження, лауреат Нобелівської премії з економіки 1994 року «за фундаментальний аналіз рівноваги в теорії некооперативних ігор».
- Георг фон Бекеші — угорсько-американський фізик, лауреат Нобелівської премії з фізіології та медицини 1961 року.
- Дьєрдь де Гевеші — угорський хімік, почесний академік Угорської АН, іноземний член Лондонського королівського товариства (1939), лауреат Нобелівської премії з хімії (1943).
- Сент-Дьйорді Альберт — американський біохімік угорського походження, удостоєний в 1937 р. Нобелівської премії з фізіології та медицини за цикл робіт, присвячених біологічному окисненню.